# Felice Agostini
Felice Agostini (Cividate Camuno, 27 de abril de 1955) es un expiloto de motociclismo italiano, que estuvo compitiendo en el Campeonato del Mundo de Motociclismo desde 1975 hasta 1978.

## Biografía
Hermano más pequeño del histórico piloto Giacomo Agostini, Felice comienza su andadura por el Mundial en 250cc en 1975 al disputar el Gran Premio de las Naciones de 250cc a bordo de una Yamaha y en el que cierra su participación con una magnífica octava posición. Al igual que muchos pilotos de esta época, alterna la categoría de 250 y la de 350cc y en 1976 aún a bordo de una Yamaha, participa en algunos Grandes Premios sin cosechar ni un punto. En 1977, seguiría intentando luchar en 350cc aunque su mejor posición sería un octavo puesto en el Gran Premio de las Naciones. Su mejor temporada sería en 1978, cuando se centra en evolucionar una Morbidelli en la categoría de 125 cc. Acabará en la 19.ª posición del Campeonato con un quinto puesto en el Gran Premio de España como mejor resultado.

## Resultados

### Campeonato del Mundo del Motociclismo
Sistema de puntuación desde 1969 hasta 1987:
| Posición | 1.º | 2.º | 3.º | 4.º | 5.º | 6.º | 7.º | 8.º | 9.º | 10.º |
| Puntos   | 15  | 12  | 10  | 8   | 6   | 5   | 4   | 3   | 2   | 1    |

### Carreras por año
(Carreras en negrita indica pole position, carreras en cursiva indica vuelta rápida)
| Año  | Clase | Equipo     | 1       | 2     | 3       | 4       | 5       | 6       | 7       | 8     | 9     | 10    | 11    | 12    | 13    | Pts. | Pos. |
| ---- | ----- | ---------- | ------- | ----- | ------- | ------- | ------- | ------- | ------- | ----- | ----- | ----- | ----- | ----- | ----- | ---- | ---- |
| 1975 | 250cc | Yamaha     | FRA -   | ESP - |         | GER Ret | NAT 8   | IOM -   | NED -   | BEL - | SWE - | FIN - | CZE - | YUG - |       | 3    | 31.º |
| 1976 | 250cc | Yamaha     | FRA DNQ |       | NAC -   | YUG -   | IDM -   | NED -   | BEL Ret | SUE - | FIN - | CZE - | ALE - | ESP - |       | 0    | -    |
| 1977 | 350cc | Yamaha     | VEN -   |       | GER Ret | NAT 8   | ESP -   | FRA -   | YUG -   | NED - |       | SWE - | FIN - | CZE - | GBR - | 3    | 32.º |
| 1978 | 125cc | Morbidelli | VEN Ret | ESP 5 | AUT 15  | FRA -   | NAT Ret | NED DNQ | BEL Ret | SWE - | FIN - | GBR - | GER - | CZE - | YUG - | 7    | 19.º |
| 1978 | 350cc | Yamaha     | VEN Ret |       | AUT -   | FRA -   | NAT -   | NED -   | BEL -   | SWE - | FIN - | GBR - | GER - |       |       | 0    | -    |

### Rally Dakar
| Año     | Clase  | Copiloto        | Vehículo    | Posición | Etapas |
| ------- | ------ | --------------- | ----------- | -------- | ------ |
| 1984    | Coches | Giacomo Vismara | Range Rover | 60.º     | -      |
| Fuente: |        |                 |             |          |        |